# لال مسجد
مسجد لعل، (به معنی: مسجد سرخ) مسجدی واقع در اسلام‌آباد، پایتخت پاکستان است. مدرسه‌ای مذهبی مخصوص زنان و مدرسه‌ای مخصوص مردان به مسجد متصل هستند. این مسجد در ۱۹۶۵ تأسیس شد و نامش را از دیوارهای سرخش گرفته‌است. سال‌های سال است که این مسجد مرکز آموزه‌های تندروانه و بنیادگرایانهٔ اسلامی بوده‌است و بسیاری از اعضای دولت، نخست وزیران، روسای ارتش و روسای جمهور از مریدان این مسجد و رئیس سابق آن، مولانا عبدالله، بوده‌اند. ژنرال ضیاءالحق، دیکتاتور نظامی سابق پاکستان، رابطهٔ بسیار نزدیکی با مولانا عبدالله داشت. در حین جنگ شوروی در افغانستان (۱۹۷۹ تا ۱۹۸۹) این مسجد نقشی کلیدی در سربازگیری برای مجاهدین افغان داشت. این مسجد از پس از واقعهٔ ۱۱ سپتامبر و پیوستن پاکستان به طرفداران آمریکا در «جنگ علیه ترور»، درگیری‌هایی با دولت داشته‌است که اوج آن در ژولای ۲۰۰۷ و ماجرای محاصرهٔ آن بود.
لعل مسجد دارای ۸ مدرسه یا موسسه آموزشی مربوط به خود است؛ و ۲۰۰۰ پسر و ۳۰۰۰ دختر در حال تحصیل در این مسجد هستند. امام این مسجد عبدالعزیز قاضی گفته است که در این مدارس سعی می‌شود افکار و برنامه‌هایی را آموزش دهیم که مد نظر بن لادن بود. تمام هزینه‌های این مدرسه مثل ایاب و ذهاب و غذا رایگان است. در مدارس آموزشی دختران، معلمان مرد از پشت دیوارها و حفاظ‌های مشخص شده به دانش آموزان خود تدریس می‌کنند.